# Volemys musseri
Volemys musseri — вид гризунів родини Cricetidae. Зустрічається лише в Китаї (Сичуань). Населяє висоти від 2315 до 3660 м над рівнем моря. Цей вид відомий за зразками, зібраними в скелястих місцевостях та на скелях альпійських луках.

## Спосіб життя
Живе в підземних норах і, ймовірно, є переважно травоїдною, харчуючись різними частинами рослин.

## Характеристики
V. musseri досягає довжини голови й тулуба від 9,0 до 12,9 сантиметрів, а хвоста — від 4,7 до 7,0 сантиметрів. Задні лапи мають довжину від 18 до 23 міліметрів. Хутро на спині темно-коричневе, а на череві темно-сірувате з блідими піщаними відтінками. Хвіст двоколірний, з темно-коричневим верхом і біло-піщаним низом. Верхні поверхні кистей і стоп піщано-білі. 